# مانويل جيراردو كورونا
مانويل جيراردو كورونا (بالألمانية: Manuel Corona)‏ (بالإسبانية: Manuel Gerardo Corona)‏ هو لاعب كرة قدم ألماني ومكسيكي، ولد في 7 يناير 1983 في كونستانس في ألمانيا. لعب مع سانتوس لاغونا.

## وصلات خارجية
- مانويل جيراردو كورونا على موقع قاعدة بيانات كرة القدم.إي يو (الإنجليزية)
- مانويل جيراردو كورونا على موقع Soccerway.com (الإنجليزية)